# U 110 (U-Boot, 1917)
U 110  war ein diesel-elektrisches U-Boot der deutschen Kaiserlichen Marine, das im Ersten Weltkrieg zum Einsatz kam.

## Einsätze
U 110 wurde am 5. Mai 1916 in Auftrag gegeben, lief am 28. Juli 1917 bei der Germaniawerft in Kiel vom Stapel und wurde am 25. September 1917 in Dienst gestellt. Im Dezember 1917 wurde das Boot der IV. U-Flottille in Emden und Borkum zugeordnet.
U 110 führte während des Ersten Weltkriegs drei Unternehmungen um die britischen Inseln durch. Dabei wurden neun Handelsschiffe mit einer Gesamttonnage von 24.324 BRT versenkt. Zudem traf am 24. Dezember 1917 ein Torpedo von U 110 die U-Boot-Falle Penshurst im Bristolkanal, was zwei Todesopfer forderte und zum Verlust des Schiffes führte.
Das größte von U 110 versenkte Schiff war das britische Passagierschiff Amazon mit über 10.000 BRT. Das Schiff wurde am 15. März 1918 auf seiner Fahrt von Liverpool nach Buenos Aires etwa 30 Meilen nordwestlich von Malin Head torpediert. Sämtliche Passagiere und Besatzungsmitglieder wurden durch den britischen Zerstörer Moresby gerettet, der anschließend Jagd auf U 110 machte.

## Verbleib
Das SOS-Signal der sinkenden Amazon alarmierte die beiden britischen Zerstörer Michael und Moresby. Sie entdeckten die Stelle, an der U 110 kurz zuvor getaucht war und warfen sofort Wasserbomben. Dabei wurde U 110 so schwer beschädigt, dass das Boot nicht mehr austrimmbar war. Nach gefährlichen Tauchmanövern gab der Kommandant Karl Albrecht Kroll das Boot schließlich auf und ließ die Besatzung über Wasser aussteigen. Lebend geborgen wurden jedoch nur vier Männer – der Chefingenieur Bruno Schmidt und drei Seeleute. U 110 erhielt Artillerietreffer durch die Zerstörer und sank etwa auf der Position 56° N, 8° W. Schmidt gab später zu Protokoll, dass es hierbei zu Kriegsverbrechen kam, als einer der Zerstörer mehrmals durch die im Wasser treibende Mannschaft hindurchfuhr und sie damit größtenteils tötete.

## Kommandanten
- Korvettenkapitän Karl Albrecht Kroll (25. September 1917 bis 22 November 1917 und 12. Dezember 1917 bis 15. März 1918)
- Kapitänleutnant Otto von Schubert (22. November 1917 bis 10. Dezember 1917)